# Liste des maires de la municipalité régionale d'Halifax
 (mai 2024).
Si vous disposez d'ouvrages ou d'articles de référence ou si vous connaissez des sites web de qualité traitant du thème abordé ici, merci de compléter l'article en donnant les références utiles à sa vérifiabilité et en les liant à la section « Notes et références ».
 (juin 2024).
Ceci est une liste des maires de la municipalité régionale d'Halifax. Le premier maire d'Halifax, Walter Fitzgerald, a été élu en 1996 après la création de la municipalité par fusion. Le maire d'Halifax occupe la plus haute fonction du gouvernement municipal d'Halifax. Le maire est élu lors des élections municipales, tenues tous les quatre ans, et est à la tête du conseil régional d'Halifax.

## Liste
| # | Image | Maire                         | Début du Mandat                                   | Fin du mandat   | Remarques                               |
| - | ----- | ----------------------------- | ------------------------------------------------- | --------------- | --------------------------------------- |
| 1 |       | Walter Fitzgerald (1936-2014) | 1er avril 1996                                    | 20 octobre 2000 | Ancien maire de la ville d'Halifax      |
| 2 |       | Peter Kelly (né en 1956)      | 20 octobre 2000                                   | 6 novembre 2012 | Ancien maire de la ville de Bedford     |
| 3 |       | Mike Savage (né en 1960)      | 6 novembre 2012 1er novembre 2016 29 octobre 2020 | 5 novembre 2024 | Ancien député de Dartmouth-Cole Harbour |
| 4 |       | Andy Fillmore (né en 1966)    | 5 novembre 2024                                   | Titulaire       | Ancien député d'Halifax                 |